# Burgred merciai király
Burgred, más írásmóddal Burhred vagy Burghred (neve óangol nyelven: Bvrhred Miercna Cyning), († 874/875, Róma), Mercia királya 852–874 között, a dánok űzték el.
Burgred 852-ben, vagy 853-ban felszólította Aethelwulfot, Wessex királyát, hogy segítsen neki az észak walesiek leigázásában. Kérése meghallgatásra talált, a hadjárat pedig, miután szövetségüket Burgred és Æthelswith – Æthelwulf leánya – házasságával is megpecsételték, sikeresnek bizonyult. 868-ban Mercia királya Æthelredhez és Ælfredhez fordult, hogy támogassák őt a Nottinghamet birtokló dánok ellen. Wessex és Mercia seregei nem kezdeményeztek komolyabb harcot, és a dánok a tél folyamán a helyükön maradhattak.
874-ben a dánok Lindseytől Reptonig nyomultak előre, elűzve királyságából Burgredet. A király Rómába ment, és ott halt meg röviddel később.